# Пол Рейно
Пол Рейно (на френски: Paul Reynaud) е френски политик и държавник.
Той е 114-ият министър-председател на Третата френска република (21 март 1940 – 16 юни 1940). Вицепрезидент е на Демократичния алианс.